# Du gamla, Du fria
Du gamla, du fria er de facto Sveriges nationalsang. Sangen er skrevet i 1844 af Richard Dybeck oprindeligt som Sång till Norden med melodi baseret på den gamle svenske folkemelodi Kärestans död.
Sangen har siden slutningen af 1800-tallet generelt været anset som Sveriges nationalhymne, efter Oscar 2. af Sverige ved et middagsselskab i 1893 rejste sig i anerkendelse af sangen, da den blev spillet. Den opnåede yderligere anerkendelse i 1938, da Sveriges Radio begyndte at afspile sangen ved afslutningen af deres daglige udsendelser. Den svenske Riksdag (det svenske parlament) afviste i 2000 et forslag om officielt at anerkende sangen som nationalsang, da Riksdagen fastslog, at sangens etablerede status gennem den svenske tradition gjorde det unødvendigt med en formel anerkendelse.

## Tekst
```
   Du gamla, Du fria, Du fjällhöga nord
   Du tysta, Du glädjerika sköna!
   Jag hälsar Dig, vänaste land uppå jord,
   /: Din sol, Din himmel, Dina ängder gröna. :/
```

```
   Du tronar på minnen från fornstora dar,
   då ärat Ditt namn flög över jorden.
   Jag vet att Du är och Du blir vad du var.
   /: Ja, jag vill leva jag vill dö i Norden. :/
```

```
   Jag städs vill dig tjäna mitt älskade land,
   din trohet till döden vill jag svära.
   Din rätt, skall jag värna, med håg och med hand,
   /: din fana, högt den bragderika bära. :/
```

```
   Med Gud skall jag kämpa, för hem och för härd,
   för Sverige, den kära fosterjorden.
   Jag byter Dig ej, mot allt i en värld
   /: Nej, jag vill leva jag vill dö i Norden. :/
```